# Автобан A45 (Німеччина)
Федеральний автобан 45 (A45, нім. Bundesautobahn 45) — автобан у Німеччині, що з'єднує Дортмунд на заході і Ашаффенбург на південному сході. Неформально відомий як нім. Sauerlandlinie через те, що маршрут автобану проходить через горбистий сільський регіон Зауерланд між містами Гаґен і Зіґен.
Включає деяку кількість мостів через долини, найвищий з який — через долину Зіхтер (нім. Talbrücke Sichter), між Люденшайд і Майнерцгаґен, висотою 530 метрів над рівнем моря. Автобан має переважно по дві смуги в кожен бік.
Є частиною європейського маршруту E41.

## Маршрут
Автошлях проходить біля наступних населених пунктів:
| Автобан A45 |                          |  |
| 0 км        | Дортмунд-північний захід |  |
| 2,5         | Кастроп-Рауксель-схід    |  |
| 10          | Дортмунд-захід           |  |
| 15          | Віттен                   |  |
| 21          | Дортмунд-південь         |  |
| 25          | Вестгофен                |  |
| 33          | Гаґен                    |  |
| 53          | Люденшайд                |  |
| 84          | Ольпе-північний захід    |  |
| 89          | Ольпе-південь            |  |
| 108         | Драйсбах                 |  |
| 127         | Гайґер / Бурбах          |  |
| 135         | Ділленбург               |  |
| 143         | Герборн-захід            |  |
| 146         | Герборн-південь          |  |
| 162         | Вецлар                   |  |
| 168         | Вецлар-схід              |  |
| 177         | Гіссен-південь           |  |
| 186         | Ґамбахер Кройц           |  |
| 198         | Вельферсгайм             |  |
| 212         | Флорштадт                |  |
| 218         | Альтенштадт (Гессен)     |  |
| 232         | Лангензельбольд          |  |
| 237         | Ганау                    |  |
| 252         | Кляйностгайм             |  |
| 257 км      | Зелігенштадт             |  |